# Municipio de Lynnville
El municipio de Lynnville (en inglés: Lynnville Township) es un municipio ubicado en el condado de Ogle en el estado estadounidense de Illinois. En el año 2010 tenía una población de 642 habitantes y una densidad poblacional de 7,1 personas por km².

## Geografía
El municipio de Lynnville se encuentra ubicado en las coordenadas 42°0′57″N 88°59′18″O / 42.01583, -88.98833. Según la Oficina del Censo de los Estados Unidos, el municipio tiene una superficie total de 90.44 km², de la cual 90,39 km² corresponden a tierra firme y (0,06 %) 0,05 km² es agua.

## Demografía
Según el censo de 2010, había 642 personas residiendo en el municipio de Lynnville. La densidad de población era de 7,1 hab./km². De los 642 habitantes, el municipio de Lynnville estaba compuesto por el 96,73 % blancos, el 0,62 % eran afroamericanos, el 0,16 % eran amerindios, el 0,31 % eran asiáticos, el 0,93 % eran de otras razas y el 1,25 % eran de una mezcla de razas. Del total de la población el 4,21 % eran hispanos o latinos de cualquier raza.